# Оммёдо

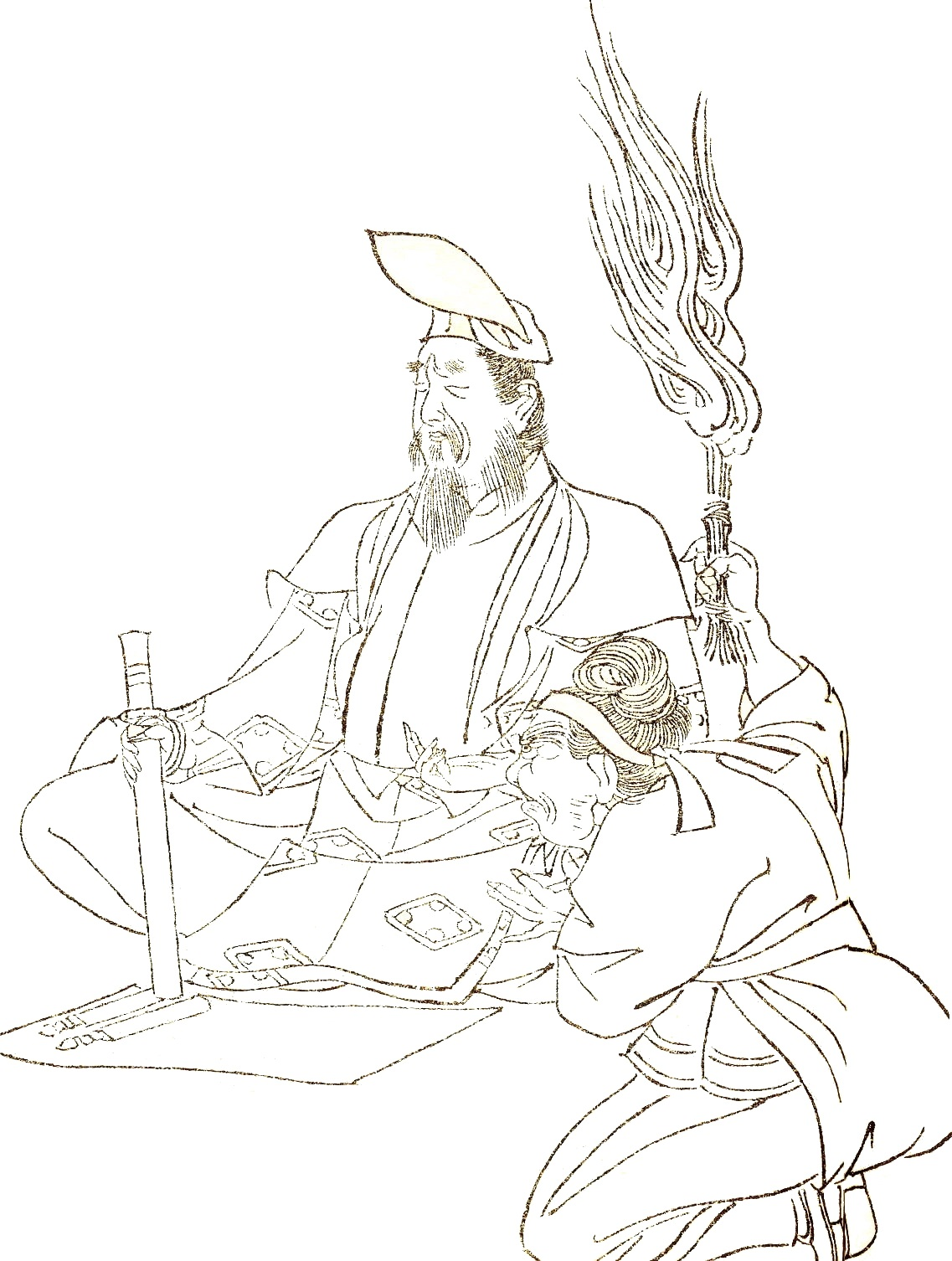
Портрет Абэ-но Сэймэя

Оммёдо (яп. 陰陽道 оммё:до:, учение об инь и ян) — традиционное японское оккультное учение, пришедшее в Японию из Китая в начале VI века как система совершения гаданий, изгнания злых духов и защиты от проклятий. Является смесью даосизма, синтоизма, буддизма, китайской философии и естественных наук. Человека, практикующего оммёдо, называют оммёдзи. К умениям оммёдзи относят всевозможные гадания, изгнание злых духов и защиту от проклятий. В помощь себе оммёдзи призывали духов, заточённых в бумажном листе — сикигами.

## Появление
Понятие оммёдзи появилось в VII веке, а пика популярности достигло в VIII—X веках. Тогда же было создано Оммё-рё — государственное бюро оммёдо. Представители этой школы стали добиваться видных государственных званий.

## Рассвет учения и Абэ-но Сэймэй

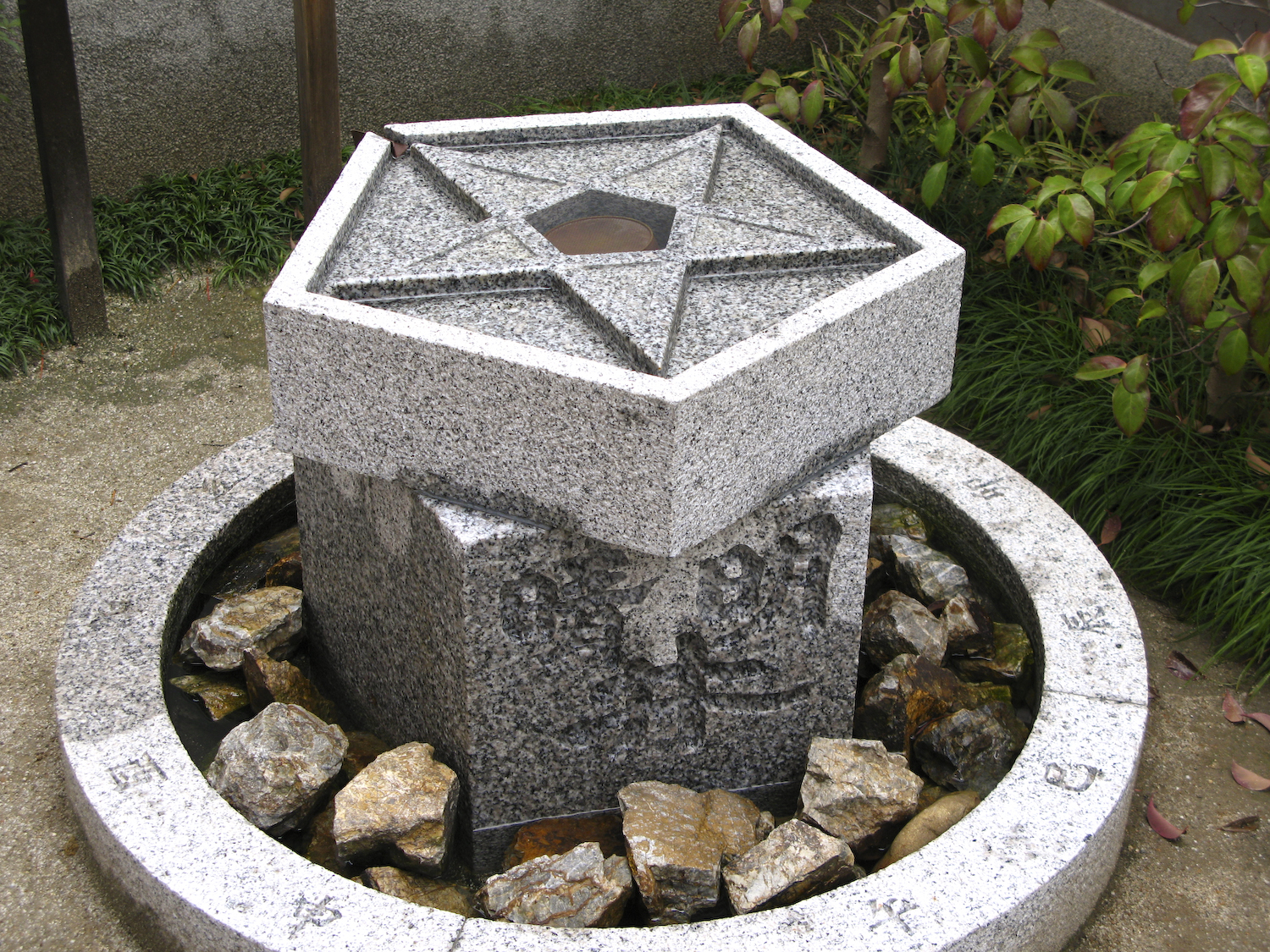
Пентаграмма в Храме Сэймэя

Расцвет учения пришёлся на эпоху Хэйан. В то время один из самых сильных представителей — Абэ-но Сэймэй — занимал ряд высоких должностей при дворе императора. Он же придумал использовать пентаграммы в делах учения.
Одним из соперников Сэймэя был Асия Доман. Он претендовал на его место при дворе императора. По легенде, однажды они поспорили о том, кто угадает содержимое шкатулки. Сообщник Домана положил в шкатулку 15 мандаринов. Асия был предупрежден об этом и дал правильный ответ. Сэймэй заподозрил заговор и превратил мандарины в крыс, после чего тоже дал правильный ответ.

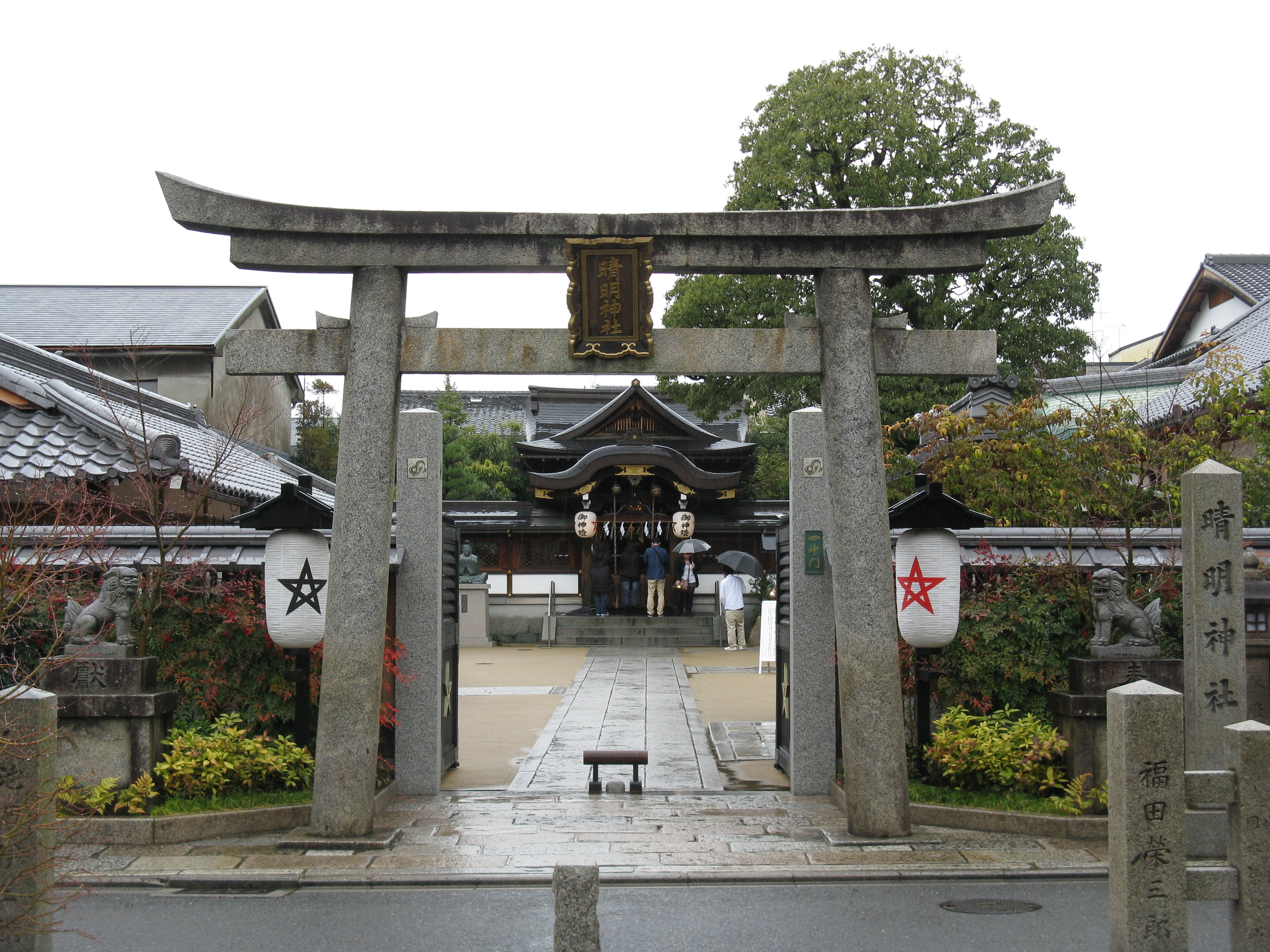
Храм Сэймэя в Киото

После смерти «колдуна» император на месте его дома в Киото построил храм, где в день осеннего равноденствия проводится праздник в его честь до сих пор.
Постепенно слава угасла, и в XIX веке учение объявлено предрассудком и запрещено. Вновь изучать учение разрешено только с 2006 года, но оно считается больше разновидностью синтоистских ритуалов, чем самостоятельной школой.

## Умения
Так как сильной стороной учения является гадание, то именно они помогали решить ряд вопросов по выбору пути передвижения, поиска места постройки дома.
На вооружении оммёдзи были «Книга перемен», учение фэн-шуй, календари и астрономия.

## Оммё-рё
Оммё-рё вело ежедневное астрономическое наблюдение и гадало по этим данным. Результаты таких гаданий передавались императору дворовым астрологом. В Мэйгэцуки — дневнике Фудзивара-но Тэйка — прикреплено письмо из бюро Оммё-рё, где давалась справка об одной из звёзд.